# Blackout (singel Milk Inc.)
Blackout (Zaćmienie)- jeden z singlów Milk Inc. nagrany z Lindą Mertens.

## Pozycje na listach
| Kraj(2009) | Pozycja |
| ---------- | ------- |
| Belgia     | 1       |
| Holandia   | 84      |

## Listy utworów i wersje
Blackout (CD-maxi Belgia)
(03.07.2009)
1. "Blackout (Radio Edit) 3:33
2. "Blackout (Danny Corten Remix) 5:45
3. "Blackout (Basto! Darkroom Mix) 5:42
4. "Blackout (Extended) 5:31

Blackout (CD-single Holandia)
(Wydany: 2009)
1. "Blackout (Radio Mix) 2:47
2. "Blackout (Original Radio Edit) 3:33
3. "Blackout (Danny Corten Remix) 5:45
4. "Blackout (Basto! Darkroom Mix) 5:42
5. "Blackout (Extended) 5:31
6. "Blackout (Danny Corten Club Remix) 8:04
7. "Blackout (Basto! Darkroom Dub) 5:29
8. "Blackout (Danny Corten Dub Remix) 5:45
9. "Blackout (Wild Ace Guilt Cut) 3:23